# شوردرف
شوردرف (به فرانسوی: Schwerdorff) یک کمون در فرانسه است که در Canton of Bouzonville واقع شده‌است.

## خصوصیات
شوردرف ۹٫۴۲ کیلومترمربع مساحت و ۳۹۲ نفر جمعیت دارد و ۲۸۶ متر بالاتر از سطح دریا واقع شده‌است.